# Bibliothèque municipale de Nancy
La bibliothèque municipale de Nancy (BMN) est une bibliothèque municipale classée constituée en un réseau de cinq établissements, dont une ludothèque ("les bibliothèques de Nancy").
Fondée en 1750 par Stanislas Leszczynski, son siège historique est situé dans un édifice construit entre 1770 et 1789, et connu pour ses boiseries héritées de l'université de Pont-à-Mousson, institution fondée en 1572 par les Jésuites et transférée à Nancy en 1769.
Elle abrite des collections spécialisées concernant la Lorraine, le dépôt légal imprimeur, et un fonds de documents anciens, rares et précieux. Elle propose aussi une collection encyclopédique de lecture publique sur tous supports, incluant des collections adaptées au handicap et associées à la mise à disposition de matériels et de services, des grainothèques, etc. Enfin, elle alimente la bibliothèque numérique Limédia (images patrimoniales et journaux anciens accompagnés d'articles ; livres, revues, films, autoformation).
Les services complétant l'offre documentaire sont variés : échanges de documents ou "Kraft" pour le réseau des médiathèques de l'agglomération nancéienne, accueil de groupes, conférences, concerts, lectures, jeux, spectacles, ateliers, grainothèques, présentations et événements en lien avec l'actualité, services de réponse à distance SARA, prêt entre bibliothèques et reproduction de documents, permanences de médiateurs numériques, etc.

## Situation
Le siège de la bibliothèque municipale est située dans le centre-ville de Nancy, au 43, rue Stanislas, à mi-chemin entre la place Stanislas et la gare de Nancy. La médiathèque Manufacture est installée dans l'ancienne Manufacture des tabacs, qui accueille d'autres établissements culturels et d'enseignement. La médiathèque Saint-Pierre occupe des locaux de la mairie de quartier au 1, rue du Docteur-Heydenreich, en face du Parc Olry et à côté de l'école Émile-Gallé. La médiathèque Haut-du-Lièvre se trouve dans le quartier éponyme, au 325, avenue Raymond-Pinchard. Enfin, la ludothèque est intégrée au Centre commercial Saint Sébastien.

## Histoire

### Fondation et développement de la Bibliothèque publique
Fondée par le duc Stanislas en 1750, la première bibliothèque publique est devenue municipale en 1803. Rénovée dans les années 1930, elle s'est développée en réseau après la Seconde Guerre Mondiale.

### Développement du réseau de lecture publique
En 1991, l'offre aux usagers est élargie par la création d'une médiathèque au sein de la Manufacture sur 6 000 m2 dont plus de 3 000 m2 ouverts au public, dans l'ancienne manufacture des tabacs de Nancy, par le cabinet d'architectes de Christian François et Patricia Henrion, avec Henry Lavigne pour le mobilier.

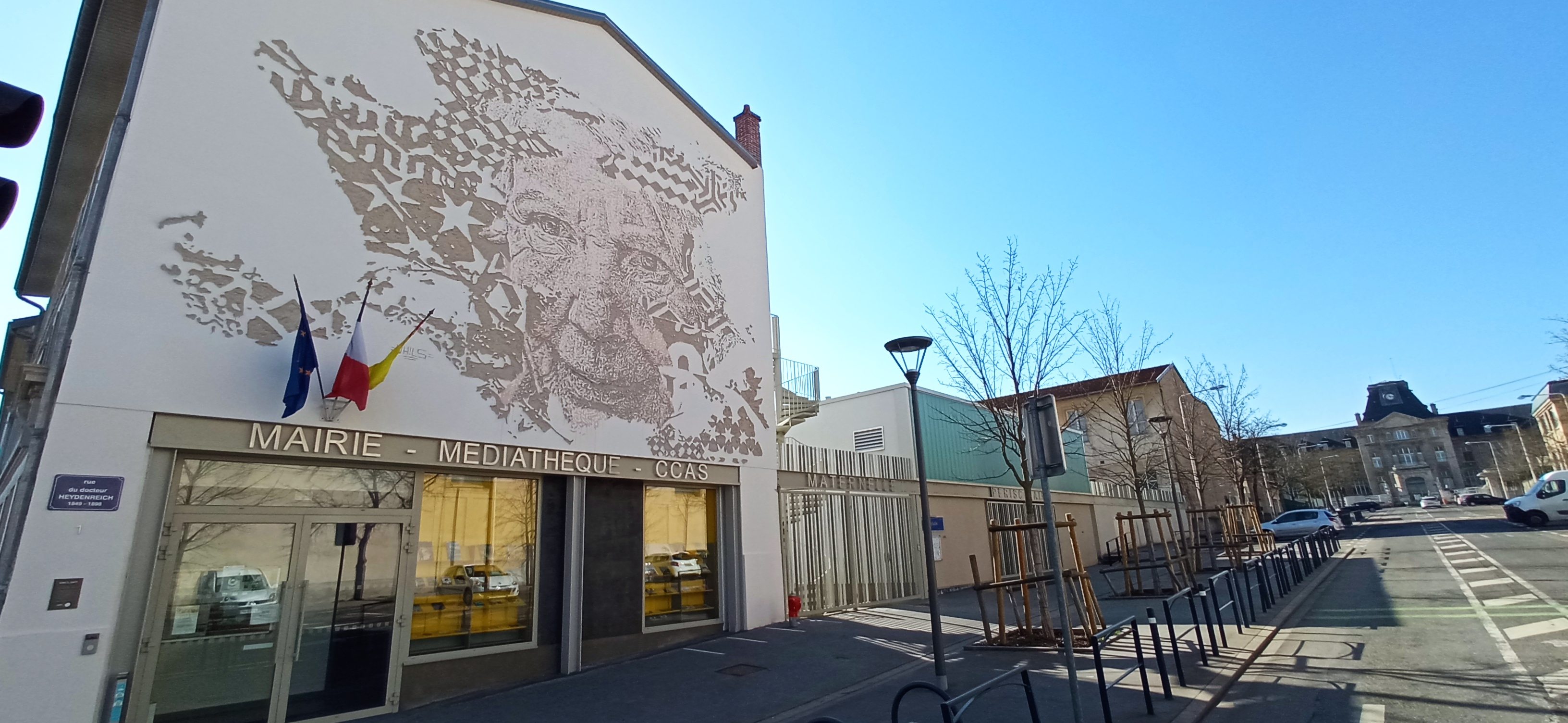
Médiathèque annexe Saint-Pierre, rue Heydenreich.

Avant leur fermeture, cinq petites bibliothèques de proximité complétaient le réseau, remplacées par les deux médiathèques annexes actuelles, la médiathèque Haut-du-Lièvre et la mairie-médiathèque Saint-Pierre.

#### Depuis 2013, le réseau Co-libris du Grand Nancy
Le réseau de lecture publique Co-libris, opérationnel depuis 2013, est constitué par la bibliothèque historique et ces trois médiathèques nancéiennes, associées à celles de Vandœuvre-lès-Nancy, Laxou, Saint-Max et Maxéville, et de trois bibliothèques spécialisées (bibliothèque du musée des Beaux-Arts de Nancy, bibliothèque du Musée lorrain et bibliothèque du Conservatoire). Le réseau propose aux usagers un portail commun, avec accès au catalogue, à des services en ligne et à des ressources numériques, et un abonnement avec carte permettant d'emprunter des documents à la bibliothèque municipale et dans les huit médiathèques de l'agglomération. La carte permet également d'utiliser gratuitement les services en ligne de la bibliothèque numérique Limédia du Sillon Lorrain.

#### Rénovations et constructions
En décembre 2023, la médiathèque Manufacture ferme pour travaux, avec une réouverture prévue au printemps 2024. Elle ouvre de nouveau au public le 6 avril 2024.
La médiathèque Haut-du-Lièvre, de son côté, doit prendre place dans un nouveau bâtiment en 2026, à peu de distance de l'ancien, après le chantier de construction.